# Владимир Всеволодович (князь стародубский)
Владимир (Дмитрий) Всеволодович (26 октября 1192 — 6 января 1227), удельный князь Переяславский (1213—1215), Стародубский (1217—1227), сын великого князя Владимирского Всеволода Большое Гнездо и княгини Марии Шварновны.

## Биография
В возрасте 15 лет сопровождал отца в походе на Рязань, после его смерти (1212) остался в Юрьеве-Польском. Принимал участие в междоусобной войне старших братьев: Константина и Юрия.
В 1213 году он ушёл из Юрьева (так как Юрьев-Польский был получен в удел от отца его братом Святославом) сначала в Волок Ламский, а затем по поручению Константина защищал Москву от Юрия. Позже вместе со своей дружиной и москвичами ходил на г. Дмитров (город его брата Ярослава Всеволодовича). Дмитровцы сожгли все посады, затворились в крепости и отбили все приступы. Владимир, получив известие о приближении дружины Ярослава, ушёл от города назад в Москву, потеряв часть своей дружины, которую перебили дмитровцы, гнавшиеся за отступавшими. Ярослав совместно с Юрием пошли к Москве, и князь Юрий Всеволодович послал сказать Владимиру:… «Приезжай ко мне, не бойся, я тебя не съем, ты мне свой брат». Владимир принял предложение и в ходе переговоров братья решили, что Владимир отдаст Москву назад Юрию, а сам отправится княжить в Переяславль-Южный. Здесь Владимир женился на дочери князя Черниговского Глеба Святославича и княжил до 1215 года, когда в битве с половцами он был взят в плен, из которого освобождён в 1218 году. После освобождения из плена получил в удел Стародуб, где княжил до своей смерти.
Согласно Лаврентьевской летописи, Владимир в 1224 году вместе с племянником Всеволодом Константиновичем был послан братом Юрием в военный поход, однако, цель похода летопись не указывает, помещая событие между поставлением в Киеве митрополита Кирилла (произошедшим 6 января 1225 года) и масштабным вторжением литовцев в Новгородскую землю и Смоленское княжество, закончившееся битвой под Усвятом (до весны 1225 года). Новгородские летописи сообщают, что в возглавляемом Ярославом походе против литовцев участвовали Владимир с сыном, но о детях Владимира ничего не известно. Возможно, речь идёт о брате Мстислава Удатного Владимире Мстиславиче и его сыне Ярославе.
Владимир умер, приняв схиму, в 1227 году. Княжество Стародубское вновь вошло в состав земель Великого княжества Владимирского.
По письменным источникам, был похоронен в Успенском соборе Владимира, могила утрачена.